# Pseudopoda cangschana
Pseudopoda cangschana là một loài nhện trong họ Sparassidae.
Loài này thuộc chi Pseudopoda. Pseudopoda cangschana được miêu tả năm 2007 bởi Peter Jäger & Vedel.